# 2019년 북대서양 허리케인
다음은 2019년에 발생하는 허리케인의 목록이다.

## 활동한 허리케인

### 제 17호 아열대폭풍 레베카
열대저기압 때보다 온대저기압으로 변질된 후의 세력이 더 강한 것이 특징이다.

## 같이 보기
- 2019년 태풍
- 2019년 동태평양 허리케인
- 2019년 북인도양 사이클론